# Шмелёвка (река)
Шмелёвка (Шмелевка, Шмилевка, Хмелёвка, Хмелевка, Шмелёвский ручей, Бори́совка, Зя́бликов ручей, Кру́пенка, Кру́пань, Кру́пенская речка, Черни́шка, Черни́шной овраг) — малая река в Южном административном округе Москвы, правый приток Городни. Частично заключена в подземный коллектор, по степени техногенной трансформации относится ко II классу — на поверхности находится около 50—90 % водотока, русло умеренно трансформировано. Долина реки в 1991 году была объявлена памятником природы.
Длина реки составляет 5,5 км, площадь водосборного бассейна — 12 км². Исток расположен в районе Орехово-Борисово Северное к северо-востоку от пересечения Домодедовской улицы и Орехового бульвара. Верховья реки засыпаны. Водоток проходит в коллекторе на восток и выходит на поверхность у пересечения улиц Ясеневой и Воронежской. Далее река протекает между Ореховым бульваром и МКАД, поворачивает на север и пересекает Бесединское шоссе. После этого проходит по низинному болоту и впадает в Городню к востоку от электродепо Братеево. На берегу реки располагались деревни Зябликово, Крупино, пустоши Садки и Лохтево.
Правыми притоками Шмелёвки являются реки Садковский овраг, Кузнецовка и Соровской овраг. С левой стороны реку питает овраг Лыхина. Между устьями Садковского оврага и Кузнецовки обнажены чёрные юрские глины с залежами мелового песка.
Вероятно, гидронимы Шмелёвка и Хмелёвка имеют антропонимическое происхождение. Какой из них употреблялся изначально, а какой возник в результате искажения в разговорной речи, неизвестно. Также нет достоверной информации о правильности чтения через «ё» или «е», так как долгое время эти названия встречались только в письменных источниках без обязательной постановки «ё», а сейчас употребляются оба варианта. Наименования Зябликов ручей и Крупенка связаны с деревнями Зябликово и Крупино. Чернишкой река могла быть названа по зарослям черники.
В 2023 году в долине реки открыт парк общей площадью почти 100 га.